# SV Oberteuringen
| SV Oberteuringen | SV Oberteuringen | SV Oberteuringen |
| ---------------- | ---------------- | ---------------- |
| 0                |                  |                  |
| Vereinsdaten     |                  |                  |
| Gründung         | 8. Mai 1948      | 8. Mai 1948      |
| Mitglieder       | 798              | 798              |
| Vereinsfarben    | Grün / Weiß      | Grün / Weiß      |
| Stadion          | Rotach-Stadion   | Rotach-Stadion   |

Der Sportverein Oberteuringen e. V., kurz SV Oberteuringen, ist ein Sportverein aus Oberteuringen mit rund 800 Mitgliedern. Er ist untergliedert in die Abteilungen Fußball, Tennis, Leichtathletik und Tischtennis. Der SV Oberteuringen nutzt ein Stadion mit sechs Laufbahnen, je einer Weit-, Hoch- und Stabhochsprung- sowie Kugelstoß-, Hammerwurf- und Diskusanlage, zwei weiteren Fußballplätzen, vier Tennisplätzen, einer Turnhalle und einem Sportheim.

## Geschichte
Der Gesamtverein und die Abteilung Fußball wurden am 8. Mai 1948 gegründet und am 4. Dezember 1967 beim Amtsgericht Überlingen in das Vereinsregister eingetragen. Nacheinander wurden am 29. Februar 1972 die Abteilung Tennis, am 5. September 1975 die Abteilung Leichtathletik und am 6. April 1981 die Abteilung Tischtennis gegründet.
| Abteilung      | Mitglieder |
| Fußball        | 0299       |
| Tennis         | 0151       |
| Leichtathletik | 0290       |
| Tischtennis    | 058        |

## Fußball
Die 1. Mannschaft spielt in der Saison 2024/15 in der Kreisliga B Bodensee Staffel 3. Auch eine Jugendabteilung besteht.
Der SV Oberteuringen spielt im Rotach-Stadion. Zur Eröffnung des Stadions spielte die ehemalige deutsche Nationalmannschaft, unter anderem mit Günter Netzer und Wolfgang Overath.

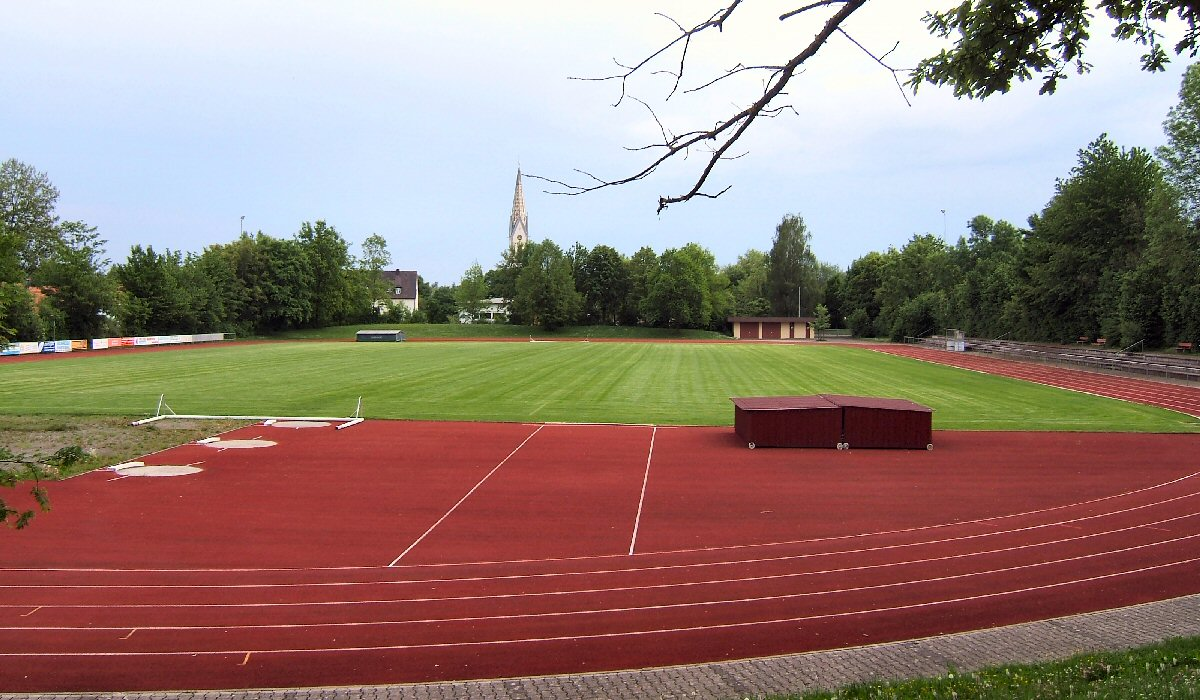
Rotach-Stadion

Überregionale Erfolge gelangen dem Verein mit seiner Frauenfußballabteilung unter Trainer Frieder Rühl, die sich als Württembergischer Pokalsieger mehrfach für den DFB-Pokal qualifizieren konnte.

## Erfolge
Damenmannschaft:
- Württembergischer Frauenpokalsieger: 1981/82; 1998/99
- mehrfacher DFB-Pokal-Teilnehmer